# Lac Caouachigamau
Lac Caouachigamau är en sjö i Kanada.   Den ligger i regionen Nord-du-Québec och provinsen Québec, i den östra delen av landet, 700 km norr om huvudstaden Ottawa. Lac Caouachigamau ligger 412 meter över havet. Arean är 14,4 kvadratkilometer. Den sträcker sig 9,7 kilometer i nord-sydlig riktning, och 5,3 kilometer i öst-västlig riktning.
Omgivningarna runt Lac Caouachigamau är i huvudsak ett öppet busklandskap. Trakten runt Lac Caouachigamau är nära nog obefolkad, med mindre än två invånare per kvadratkilometer.